# Tatiana Petrenko-Samusenko
Tatiana Petrenko-Samusenko –en ruso, Татьяна Петренко-Самусенко– (2 de noviembre de 1938-24 de enero de 2000) fue una deportista soviética que compitió en esgrima, especialista en la modalidad de florete.
Participó en cuatro Juegos Olímpicos de Verano entre los años 1960 y 1972, obteniendo en total cuatro medallas: oro en Roma 1960, plata en Tokio 1964, oro en México 1968 y oro en Múnich 1972. Ganó diez medallas en el Campeonato Mundial de Esgrima entre los años 1959 y 1970.

## Palmarés internacional
| Juegos Olímpicos   | Juegos Olímpicos          | Juegos Olímpicos  | Juegos Olímpicos    |
| Año                | Lugar                     | Medalla           | Prueba              |
| ------------------ | ------------------------- | ----------------- | ------------------- |
| 1960               | Roma (Italia)             | Medalla de oro    | Florete por equipos |
| 1964               | Tokio (Japón)             | Medalla de plata  | Florete por equipos |
| 1968               | Ciudad de México (México) | Medalla de oro    | Florete por equipos |
| 1972               | Múnich (RFA)              | Medalla de oro    | Florete por equipos |
| Campeonato Mundial |                           |                   |                     |
| Año                | Lugar                     | Medalla           | Prueba              |
| 1959               | Budapest (Hungría)        | Medalla de plata  | Florete por equipos |
| 1959               | Budapest (Hungría)        | Medalla de bronce | Florete individual  |
| 1962               | Buenos Aires (Argentina)  | Medalla de plata  | Florete por equipos |
| 1963               | Danzig (Polonia)          | Medalla de oro    | Florete por equipos |
| 1965               | París (Francia)           | Medalla de oro    | Florete por equipos |
| 1966               | Moscú (URSS)              | Medalla de oro    | Florete individual  |
| 1966               | Moscú (URSS)              | Medalla de oro    | Florete por equipos |
| 1967               | Montreal (Canadá)         | Medalla de plata  | Florete por equipos |
| 1969               | La Habana (Cuba)          | Medalla de plata  | Florete por equipos |
| 1970               | Ankara (Turquía)          | Medalla de oro    | Florete por equipos |